# Дуборовщина
Дуборо́вщина (бел. Дубароўшчына) — деревня в Козловщинском сельсовете Дятловского района Гродненской области Белоруссии. Согласно переписи населения 2009 года в Дуборовщине проживало 23 человека. Площадь населённого пункта составляет 19,06 га, протяжённость границ — 4,12 км.

## История
В 1880 году Дуборовщина — деревня в Козловской волости Слонимского уезда Гродненской губернии (5 жителей). В 1905 году численность населения деревни составила 87 жителей.
В 1921—1939 годах Дуборовщина находилась в составе межвоенной Польской Республики. В этот период деревня относилась к сельской гмине Козловщина Слонимского повята Новогрудского воеводства. В 1923 году в Дуборовщине имелось 24 хозяйства, проживало 116 человек. В сентябре 1939 года Дуборовщина вошла в состав БССР.
В 1996 году Дуборовщина входила в состав Денисовского сельсовета и колхоза «Слава труду». В деревне насчитывалось 34 домохозяйства, проживало 72 человека.
30 декабря 2003 года Дуборовщина была передана из упразднённого Денисовского сельсовета в Козловщинский поселковый совет.
26 декабря 2013 года деревня вместе с другими населёнными пунктами, ранее входившими в состав Козловщинского поссовета, была включена в новообразованный Козловщинский сельсовет.